# Jokerit
Jokerit é um clube de hóquei no gelo profissional finlandês sediado em Helsinque. Eles são membros da Liga Continental de Hockey.

## História
Fundando originariamente em outubro de 1967, pelo projeto de expansão da KHL em 2014, é o primeiro clube nórdico a disputar a liga. 
São membros da Liga Continental de Hockey desde a temporada 2014-2015.